# Encyklopädie der mathematischen Wissenschaften

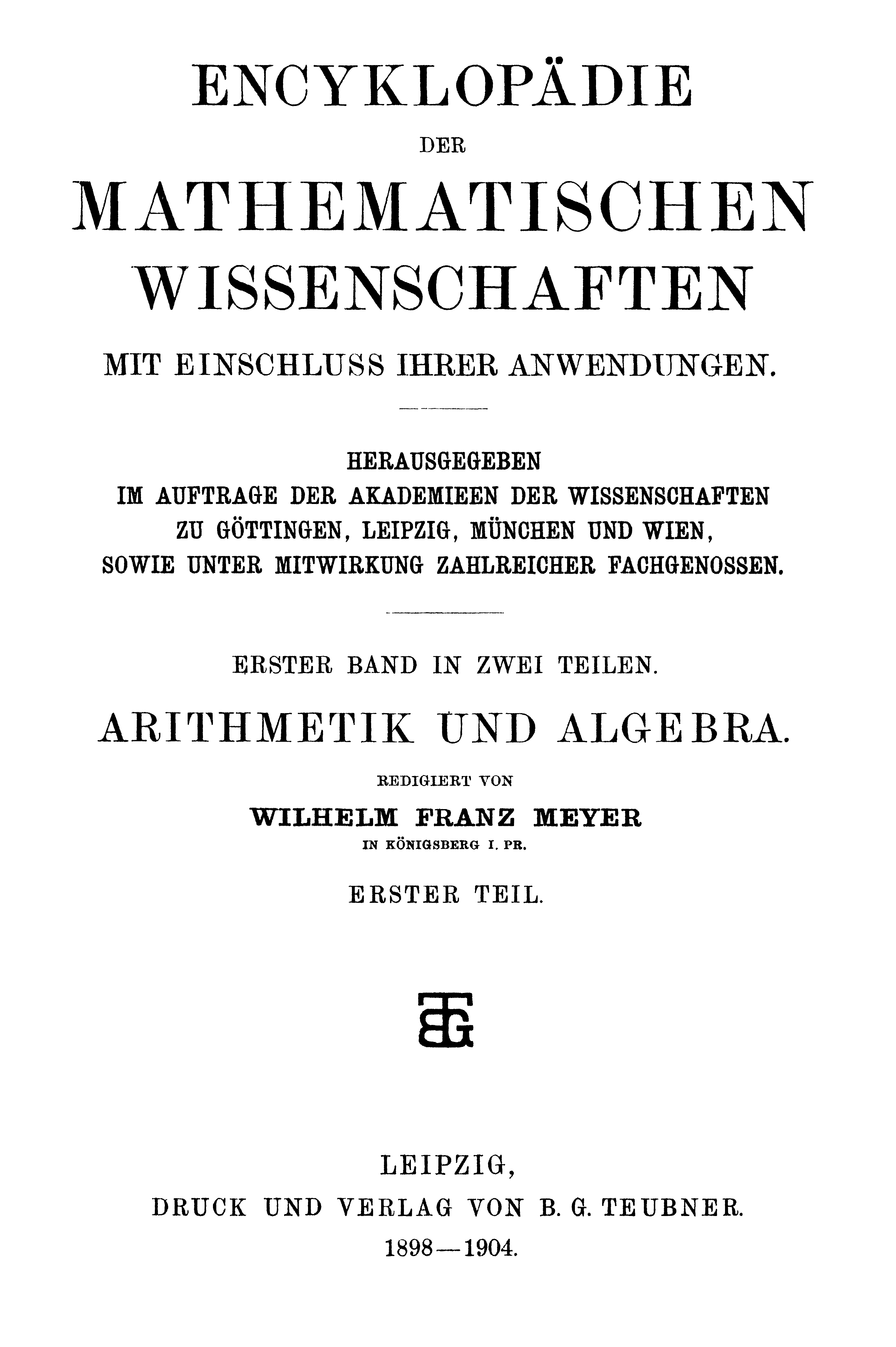

Die Encyklopädie der mathematischen Wissenschaften mit Einschluss ihrer Anwendungen war ein Enzyklopädieprojekt der mathematischen Wissenschaften (im weitesten Sinn) samt Anwendungen, das beim B.G. Teubner Verlag in Leipzig 1898 bis 1935 erschien.

## Entstehung
Die Idee für das Projekt war auf einer Harzreise von Felix Klein, Heinrich Weber und Wilhelm Franz Meyer 1894 entstanden. An ihm nahmen führende Mathematiker und Physiker der Zeit um die Jahrhundertwende bis in die 1920er Jahre teil, koordiniert insbesondere von Felix Klein. Die Beteiligung war international, so kamen z. B. auch Beiträge aus Italien, England und Frankreich. Beteiligt waren die Akademien in München, Leipzig, Göttingen und Wien (nicht Berlin). In Frankreich gab es zur gleichen Zeit eine französische Ausgabe (1904 bis 1916 bei Gauthier-Villars erschienen, Herausgeber Jules Molk), deren Artikel (besonders zur reellen Analysis) teilweise in die deutsche Encyklopädie übernommen wurden. Die Artikel der Encyklopädie liefern noch heute wertvolle mathematikhistorische Informationen. Einige der Artikel sind Klassiker, z. B. der von Wolfgang Pauli über die Relativitätstheorie, von Tatjana und Paul Ehrenfest über statistische Mechanik und der von Max Dehn und Poul Heegaard über Topologie. Der ursprüngliche Plan, möglichst konzise Übersichtsartikel zu verfassen, löste sich aber schon mit den Beiträgen von Alfred Pringsheim teilweise auf, der seine eigenen Forschungen zur Funktionenlehre in die Encyklopädie einbrachte. Einen kleinen Einblick in die Organisation gab Ludwig Boltzmann.
Neben Mathematik (Teilbände 1,2 und für Geometrie 3) wurden auch z. B. Physik, Maschinenbau, Hydrodynamik, Geodäsie und Astrophysik behandelt (Mechanik in den Reihen 4, Physik in 5, Geophysik und Astrophysik in Reihe 6). Arnold Sommerfeld betreute die Physik-Bände, bei denen berühmte theoretische Physiker wie Hendrik Antoon Lorentz mitarbeiteten und in denen auch schon die Quantentheorie behandelt wurde (Smekal 1925).
In den Bänden der Encyklopädie findet sich auch der Anfang des Siegeszugs der Vektor-Notation, wie Karin Reich darlegte.
Ab 1939 bis in die 1950er Jahre wurde auch das Projekt einer neuen Enzyklopädie begonnen, das dann aber aufgegeben wurde. Obwohl man sich auf die reine Mathematik beschränkte, war aufgrund der großen Zunahme des mathematischen Wissens (gerade in der Zeit nach dem Zweiten Weltkrieg) und der Verschiebung der Schwerpunkte mathematischer Forschung in andere Länder als das deutschsprachige Mitteleuropa die Zeit für ein solches Vorhaben abgelaufen. In den 1970er Jahren begann in der Sowjetunion unter Leitung von Iwan Matwejewitsch Winogradow ein ähnliches Projekt, die Matematicheskaya entsiklopediya, ab den 1990er Jahren in erweiterter und aktualisierter englischer Fassung als Encyclopaedia of Mathematics beim Kluwer Verlag (später Springer), allerdings ohne den breiten Begriff von Anwendungen, den insbesondere Felix Klein in das Enzyklopädieprojekt einbrachte.

## Inhalt
- Bd. 1-1: Hermann Schubert Grundlagen der Arithmetik (1898), Arthur Schoenflies Mengenlehre (1898), Eugen Netto Kombinatorik (1898), Rationale Funktionen einer Veränderlichen (1899), Rationale Funktionen mehrerer Veränderlichen (1899), Alfred Pringsheim Irrationalzahlen und Konvergenz unendlicher Prozesse (1898), Georg Landsberg Algebraische Gebilde – Arithmetische Theorie algebraischer Größen (1899), Wilhelm Franz Meyer Invariantentheorie (1899), Carl Runge Separation und Approximation von Wurzeln (1899), Otto Hölder Galois’sche Theorie mit Anwendungen (1899), Anders Wiman Endliche Gruppen linearer Substitutionen (1899), Heinrich Burkhardt Endliche diskrete Gruppen (1898), Karl Theodor Vahlen Rationale Funktion der Wurzeln, symmetrische und Affektfunktionen (1899), Eduard Study Theorie der allgemeinen und höheren komplexen Größen (1898).

- Bd. 1-2: Paul Bachmann Niedere Zahlentheorie (1900), Analytische Zahlentheorie (1900), Theodor Vahlen Arithmetische Theorie der Formen (1900), David Hilbert Algebraische Zahlkörper (1900), Kreisteilungskörper (1900), Heinrich Weber Komplexe Multiplikation (1900), Emanuel Czuber Wahrscheinlichkeitsrechnung (1900), Julius Bauschinger Ausgleichsrechnung (1900), Interpolation (1901), Ladislaus von Bortkiewicz Anwendungen der Wahrscheinlichkeitsrechnung auf Statistik (1901), Georg Bohlmann Lebensversicherungs-Mathematik (1901), Dmitri Fjodorowitsch Seliwanow (Demetrius F. Seliwanoff) Differenzenrechnung (1901), Rudolf Mehmke Numerisches Rechnen (1902), Wilhelm Ahrens Mathematische Spiele (1902), Vilfredo Pareto Nationalökonomie (1902), Alfred Pringsheim Unendliche Prozesse im Komplexen (1904).

- Bd. 2-1-1 Aurel Voss Differential- und Integralrechnung (1899), Georges Brunel Bestimmte Integrale (1899), Alfred Pringsheim Grundlagen der allgemeinen Funktionenlehre (1899), Ernest Vessiot Gewöhnliche Differentialgleichungen – elementare Integrationsmethoden (1900), Paul Painlevé Gewöhnliche Differentialgleichungen – Existenz der Lösungen (1900), Eduard von Weber Partielle Differentialgleichungen (1900), Arnold Sommerfeld Randwertaufgaben in der Theorie der partiellen Differentialgleichungen (1900), Ludwig Maurer/Heinrich Burkhardt Kontinuierliche Transformationsgruppen (1900), Maxime Bôcher Randwertaufgaben bei Gewöhnlichen Differentialgleichungen (1900), Adolf Kneser Variationsrechnung (1900), Ernst Zermelo/Hans Hahn Weiterentwicklung der Variationsrechnung in den letzten Jahren (1904), Heinrich Burkhardt, Wilhelm Franz Meyer Potentialtheorie (1900), Heinrich Burkhardt Trigonometrische Interpolation –mathematische Behandlung periodischer Naturerscheinungen (1904).

- Bd. 2-1-2: Albert Wangerin Theorie der Kugelfunktionen und der verwandten Funktionen (1904), Salvatore Pincherle Funktionaloperatoren und -gleichungen (1905), Heinrich Burkhardt Trigonometrische Reihen und Integrale (1914).

- Bd. 2-2: William Fogg Osgood Allgemeine Theorie analytischen Funktionen einer und mehrerer komplexer Variabler (1901), Wilhelm Wirtinger Algebraische Funktionen und ihre Integrale (1901), Robert Fricke Elliptische Funktionen (1913, unter Benutzung von Vorlagen von James Harkness, Wilhelm Wirtinger), Automorphe Funktionen mit Einschluß der elliptischen Modulfunktionen (1913), Emil Hilb Differentialgleichungen im komplexen Gebiet, Nichtlineare Differentialgleichungen (1916), Adolf Krazer, Wilhelm Wirtinger Abelsche Funktionen und allgemeine Thetafunktionen (1920).

- Bd. 2-3-1: Alfred Pringsheim, Georg Faber Algebraische Analysis (1908), Carl Runge, Friedrich Adolf Willers Numerische und graphische Quadratur gewöhnlicher und partieller Differentialgleichungen (1915), Ludwig Bieberbach Neuere Untersuchungen über Funktionen von komplexen Variablen (1920), Leon Lichtenstein Neuere Entwicklungen der Potentialtheorie (1918), Heinrich Wilhelm Ewald Jung Arithmetische Theorie der algebraischen Funktionen zweier unabhängiger Veränderlicher (1921), Kurt Hensel Arithmetische Theorie der algebraischen Funktionen (1921).

- Bd. 2-3-2: Niels Erik Nörlund Neuere Untersuchungen über Differenzengleichungen (1922), Harald Bohr, Harald Cramér Die neuere Entwicklung der analytischen Zahlentheorie (1922), Emil Hilb, Marcel Riesz Neuere Untersuchungen über trigonometrische Reihen (1922), Emil Hilb/Otto Szasz Allgemeine Reihenentwicklung (1922), Ernst Hellinger, Otto Toeplitz Integralgleichungen und Gleichungen mit unendlich vielen Unbekannten (1927), Leon Lichtenstein Neuere Entwicklung der Theorie partieller Differentialgleichungen 2. Ordnung vom elliptischen Typ (1924), sowie: Émile Borel, Arthur Rosenthal (Herausgeber, bearbeitet von Rosenthal): Neuere Untersuchungen über Funktionen reeller Veränderlicher: Maurice Frechet Funktionenfolgen, Paul Montel Integration und Differentiation, Ludovic Zoretti Die Punktmengen.

- Bd. 3-1-1: Federigo Enriques Prinzipien der Geometrie (1907), Hans von Mangoldt Die Begriffe Linie und Fläche (1906), Max Dehn/Poul Heegaard Analysis Situs (1907), Gino Fano Gegensatz von analytischer und synthetischer Geometrie in seiner historischen Entwicklung im 19. Jahrhundert (1907), Gino Fano: Kontinuierliche geometrische Gruppen – Die Gruppentheorie als geometrisches Einteilungsprinzip (1907), Arthur Schoenflies Projektive Geometrie (1909), Ernst Steinitz Konfigurationen der Projektiven Geometrie (1910), Emil Müller Die verschiedenen Koordinatensysteme (1910), Erwin Papperitz Darstellende Geometrie (1909).

- Bd. 3-1-2: Julius Sommer Elementare Geometrie vom Standpunkt der neueren Analysis (1914), Max Zacharias Elementargeometrie und elementare nichteuklidische Geometrie in synthetischer Behandlung (1913), Hermann Rothe, Alfred Lotze, Christian Betsch Systeme geometrischer Analyse (Lotze ab S. 1425, Betsch ab S. 1550), Gustav Berkhan, Wilhelm Franz Meyer Neuere Dreiecksgeometrie (1914), Ernst Steinitz Polyeder und Raumeinteilungen (1916), Heinrich Tietze/Leopold Vietoris Beziehungen zwischen den verschiedenen Zweigen der Topologie (1929).

- Bd. 3-2-1: Friedrich Dingeldey Kegelschnitte und Kegelschnittsysteme (1903), Ernst Otto Staude Flächen 2. Ordnung und ihre Systeme und Durchdringungskurven (1904), Hieronymus Zeuthen Abzählende Methoden (1905), Luigi Berzolari Allgemeine Theorie der höheren ebenen algebraischen Kurven (1906), Gustav Kohn Ebene Kurven dritter und vierter Ordnung (1908), Gino Loria Spezielle ebene algebraische Kurven von höherer als 4. Ordnung (1914), Guido Castelnuovo, Enriques Grundeigenschaften der algebraischen Flächen (1908), Die algebraischen Flächen vom Standpunkt der birationalen Transformationen (1914),
- Bd. 3-2-2a: Corrado Segre Mehrdimensionale Räume (1912), Luigi Berzolari/Karl Rohn Algebraische Raumkurven und abwickelbare Flächen (1926), Konrad Zindler Algebraische Liniengeometrie (1921).

- Bd. 3-2-2b: Spezielle algebraische Flächen: Wilhelm Franz Meyer Flächen 3. Ordnung (1928), Flächen vierter und höherer Ordnung (1930), Luigi Berzolari Algebraische Transformationen und Korrespondenzen (1932).

- Bd. 3-3: Differentialgeometrie: Hans von Mangoldt Anwendung der Differential- und Integralrechnung auf Kurven und Flächen (1902), Reinhold von Lilienthal Die auf einer Fläche gezogenen Kurven (1902), Besondere Flächen (1903), Georg Scheffers Besondere transzendente Kurven (1903), Heinrich Liebmann Berührungstransformationen (1914), Geometrische Theorie der Differentialgleichungen (1914), Aurel Voss Abbildung und Abwicklung zweier Flächen aufeinander (1903), Erich Salkowski Dreifach orthogonale Flächensysteme (1920), Roland Weitzenböck Neuere Arbeiten zur algebraischen Invariantentheorie – Differentialinvarianten (1921), Ludwig Berwald Differentialinvarianten in der Geometrie – Riemannsche Mannigfaltigkeiten und ihre Verallgemeinerungen (1923).

- Bd. 4-1: Aurel Voss Grundlegung der Mechanik (1901), Lebrecht Henneberg Die graphische Statik eines starren Körpers (1903), Arthur Schoenflies Kinematik (1902), Heinrich Emil Timerding Geometrische Grundlegung der Mechanik eines starren Körpers, Paul Stäckel Elementare Dynamik der Punktsysteme und starren Körper (1905), Giuseppe Jung Geometrie der Massen (1903).

- Bd. 4-2 Philipp Furtwängler Die Mechanik der einfachsten physikalischen Apparate und Versuchsanordnungen (1904), Gilbert Walker Spiel und Sport (1900), Richard von Mises Dynamische Probleme der Maschinenlehre (1911), Georg Prange Die allgemeinen Integrationsmethoden der Analytischen Mechanik (1933), Otto Fischer Physiologische Mechanik (1904), Karl Heun Ansätze und allgemeine Probleme der Systemmechanik (1914).

- Bd. 4-3 Die Mechanik der deformierbaren Körper. Max Abraham Geometrische Grundbegriffe (1901), Augustus Edward Hough Love Hydrodynamik (1901), Philipp Forchheimer Hydraulik (1905), Martin Fürchtegott Grübler Hydraulische Motoren und Pumpen (1907), Alexei Nikolajewitsch Krylow, Conrad Müller Die Theorie des Schiffes (1906/7), Carl Cranz Ballistik (1903), Sebastian Finsterwalder Aerodynamik (1902), Gyözö Zemplén (G. von Zemplén) Besondere Ausführungen über unstetige Bewegungen in Flüssigkeiten (1905).

- Bd. 4-4: Mechanik der deformierbaren Körper. Conrad Müller, Anton Aloys Timpe Die Grundgleichungen der mathematischen Elastizitätstheorie (1906), Orazio Tedone Allgemeine Theoreme der mathematischen Elastizitätstheorie (1906), Orazio Tedone, Anton Aloys Timpe Spezielle Ausführungen zur Statik elastischer Körper (1906), Horace Lamb Schwingungen elastischer Systeme – insbesondere Akustik (1906), Theodore von Kármán Festigkeitsprobleme im Maschinenbau (1910), Hans Reissner Theorie des Erddrucks (1909), Martin Grüning, Karl Wieghardt Theorie der Baukonstruktionen (1912, 1914), Theodore von Kármán/August Föppl Physikalische Grundlagen der Festigkeitslehre (1913), Ernst Hellinger Allgemeine Ansätze der Mechanik der Kontinua (1913), Paul Ehrenfest, Tatjana Ehrenfest Begriffliche Grundlagen der statistischen Auffassung der Mechanik (1909–1911).

- Bd. 5-1: Carl Runge Maß und Messen (1902), Jonathan Zenneck Gravitation (1901), George Hartley Bryan Allgemeine Grundlegung der Thermodynamik (1910), E. W. Hobson, Hermann Diesselhorst Wärmeleitung (1904), Ludwig Prandtl/Moritz Schröter Technische Thermodynamik (1905), Friedrich Willy Hinrichsen, Leonhard Mamlock (und Eduard Study) Chemische Atomistik (1905), Ludwig Boltzmann, Josef Nabl[4] Kinetische Theorie der Materie (1905), Arthur Schoenflies, Theodor Liebisch, Otto Mügge Kristallographie (1905), Hermann Minkowski Kapillarität (1906), Karl Ferdinand Herzfeld Physikalische und Elektro-Chemie (1920), Heike Kamerlingh Onnes, Willem Hendrik Keesom Die Zustandsgleichung (1911).

- Bd. 5-2: Arnold Sommerfeld, Richard Reiff Elektrizität und Optik – Standpunkt der Fernwirkung, Elementargesetze (1902), Hendrik Antoon Lorentz Maxwells elektromagnetische Theorie (1902), Weiterbildung der Maxwellschen Theorie –Elektronentheorie (1903), Richard Gans Elektrostatik und Magnetostatik (1906), Friedrich Pockels Die Beziehung zwischen elektrostatischen und magnetostatischen Zustandsänderungen einerseits und elastischen und thermischen andererseits (1906), Peter Debye Stationäre und quasistationäre Felder (1909), Max Abraham Elektromagnetische Wellen (1906), Rudolf Seeliger Elektronentheorie der Metalle (1921), Wolfgang Pauli Relativitätstheorie (1920).

- Bd. 5-3: Albert Wangerin Optik – ältere Theorie, Wilhelm Wien Theorie der Strahlung (1909), Hendrik Antoon Lorentz Theorie der magnetooptischen Phänomene (1909), Max von Laue/Paul Sophus Epstein Wellenoptik (1915), Epstein Spezielle Beugungsprobleme (1915), Max Born Atomtheorie des festen Zustands – Dynamik der Kristallgitter (1922), Carl Runge Seriengesetze in den Spektren der Elemente (1925), Adolf Kratzer Die Gesetzmäßigkeiten in den Bandenspektren (1925), Adolf Smekal Allgemeine Grundlagen der Quantenstatistik und Quantentheorie (1925).

- Bd. 6-1: Carl Reinhertz Niedere Geodäsie (1905), Paolo Pizzetti Höhere Geodäsie (1906), Sebastian Finsterwalder Photogrammetrie (1905), Philipp Furtwängler/Robert Bourgeois Kartographie (1909), Heinrich Meldau Nautik (1909), George Howard Darwin, Sydney Samuel Hough Bewegung der Hydrosphäre (1908), Friedrich Robert Helmert Schwerkraft und die Massenverteilung der Erde (1910), Felix Exner, Wilhelm Trabert Dynamische Meteorologie (1912), E. von Schweidler Atmosphärische Elektrizität (1915), Victor Conrad Dynamische Geologie (1922), Adolf Schmidt Erdmagnetismus (1917), Willy Möbius Optik der Atmosphäre (1921).

- Bd. 6-2-1: Carl Wilhelm Wirtz Geographische Ortsbestimmung – Nautische Astronomie (1904), Ernst Anding Über Koordinaten und Zeit (1905), Fritz Cohn Reduktion der astronomische Beobachtungen – sphärische Astronomie im engeren Sinne (1905), Theorie der astronomischen Winkelmessinstrumente, der Beobachtungsmethoden und ihrer Fehler (1907), Édouard Caspari Theorie der Uhren (1905), Azeglio Bemporad Besondere Behandlung des Einflusses der Atmosphäre (1907), Friedrich Karl Ginzel Chronologie (1910), Theorie der Finsternisse (1907) (mit Alexander Wilkens), Gustav Herglotz Bahnbestimmung der Planeten und Kometen (1906), Gustav von Niessl Bestimmung der Meteorbahnen im Sonnensystem (1907), Josef von Hepperger Bahnbestimmung der Doppelsterne und Satelliten (1910), Ernest William Brown Theorie des Erdmondes (1914, Ergänzungen von Albert von Brunn), Karl Sundman Theorie der Planeten (1915), Edmund Taylor Whittaker Prinzipien der Störungstheorie und allgemeine Theorie der Bahnkurven in dynamischen Systemen (1912), Edvard Hugo von Zeipel Entwicklung der Störungsfunktion (1912), Heinrich Samter Spezielle Störung der Planeten und Kometen/Numerische Behandlung spezieller Fälle des Dreikörperproblems/Mehrfache Fixsternsysteme (1922), Kurt Laves Die Satelliten (1916, gemeint sind Monde der Planeten), Julius Bauschinger Bestimmung und Zusammenhang der Astronomischen Konstanten (1919), Rotation der Himmelskörper, Präzession und Nutation der starren Erde (1923), Samuel Oppenheim Kometen (1922), Cuno Hoffmeister Beziehung zwischen Kometen und Sternschnuppen (1922), Friedrich Hayn Die Libration des Mondes (1923).

- Bd. 6-2-2: Samuel Oppenheim Die Theorie der Gleichgewichtsfiguren der Himmelskörper (1922), Kritik des Newtonschen Gravitationsgesetzes, Friedrich Kottler Gravitation und Relativität (1922), Hermann Kobold Stellarastronomie (1924), Robert Emden Thermodynamik der Himmelskörper (1925), Adolf Hnatek Die Spektralanalyse der Gestirne (1928), Josef Hopmann, Bernhard Sticker Astronomische Kolorimetrie (1930), Erich Schoenberg Photometrie der Gestirne (1932), Hans Kienle Kosmogonie (1933).

## Digitalisierte Ausgabe
- Digitalisierte Ausgabe der deutschen Fassung bei der SUB Göttingen :
  - Mathematik-Bände:
    - Inhalt Bd. 1-1
    - Inhalt Bd. 1-2
    - Inhalt Bd. 2-1-1
    - Inhalt Bd. 2-1-2
    - Inhalt Bd. 2-2
    - Inhalt Bd. 2-3-1
    - Inhalt Bd. 2-3-2

  - Geometrie-Bände:
    - Inhalt Bd. 3-1-1
    - Inhalt Bd. 3-1-2
    - Inhalt Bd. 3-2-1
    - Inhalt Bd. 3-2-2a
    - Inhalt Bd. 3-2-2b
    - Inhalt Bd. 3-3

  - Mechanik-Bände:
    - Inhalt Bd. 4-1
    - Inhalt Bd. 4-2
    - Inhalt Bd. 4-3
    - Inhalt Bd. 4-4

  - Physik-Bände:
    - Inhalt Bd. 5-1
    - Inhalt Bd. 5-2
    - Inhalt Bd. 5-3

  - Bände über Geophysik, Astronomie:
    - Inhalt Bd. 6-1
    - Inhalt Bd. 6-2-1
    - Inhalt Bd. 6-2-2

## Encyclopédie des sciences mathématiques pures et appliquées
Die französische Ausgabe der Enzyklopädie erschien bei Gauthiers-Villars. Der Verlag hatte sich mit Teubner auf dem Internationalen Mathematikerkongress 1900 in Paris auf eine französische Ausgabe geeinigt, die gleichzeitig entstand, aber keine bloße Übersetzung sein sollte, sondern von führenden französischen Mathematikern bearbeitet. Ein Nachdruck erschien in den 1990er Jahren bei der Éditions Jacques Gabay. Herausgeber war neben Jules Molk für einige Bände auch Paul Appell. Sie erschien 1904 bis 1916 in 8 Bänden jeweils mit Teilbänden. Nachdem einzelne Kapitel schon durch den Ersten Weltkrieg beeinträchtigt waren, wurde die Gesamtedition 1916 wegen des Kriegs abgebrochen. Wie in der deutschen Ausgabe erschienen die Teilbände teilweise in Fortsetzungsheften.
Die Zusammenarbeit des Autors der deutschen Ausgabe und des französischen Autors erfolgte brieflich. Zunächst sandte der Autor des deutschen Originals mit seinem Text Ergänzungsvorschläge an den französischen Autor, der ergänzte und bearbeitete und den Text an den Ursprungsautor zurückschickte usw. Molk organisierte auch ein Mitteilungsblatt, in dem Kommentare zu allen Artikeln platziert werden konnten. In wenigen Fällen (so bei Paul Langevins Bearbeitung von Max Abraham) entstand ein völlig neuer Text. Einige der Beiträge der deutschen Ausgabe, besonders in der Analysis, stammten auch schon ursprünglich von französischen Mathematikern.
- Band 1, Arithmétique et Algèbre
  - Teilband 1, Arithmétique 1904–1909: Hermann Schubert, Jules Tannery, Jules Molk, Principes fondamentaux de l´arithmétique, Eugen Netto, Henri Vogt: Analyse combinatoire et théorie des déterminants, Alfred Pringsheim, Jules Molk: Nombres irrationels et notion de limite, Algorithmes illimités, Eduard Study, Élie Cartan Nombres complexes, Alfred Pringsheim, Maurice Fréchet Algorithmes illimités de nombres complexes, Arthur Schoenflies, René Baire Théorie des ensembles, Heinrich Burkhardt, Henri Vogt: Sur les groupes finis discontinus (das letzte Kapitel wurde nicht vollständig veröffentlicht aufgrund des Ersten Weltkriegs)
  - Teilband 2: Algèbre, 1907–1912: Eugen Netto, Raymond Le Vavasseur[7] Fonctions rationelles, Georg Landsberg, József Kürschák, Jacques Hadamard Propriétés générales des corps et des variétes algébriques, Wilhelm Franz Meyer, Jules Drach Théorie des formes et des invariants
  - Teilband 3: Théorie des nombres 1906–1915: Paul Bachmann, Edmond Maillet Propositions élémentaires de la théorie des nombres, Theodor Vahlen, Eugène Cahen Théorie arithmétique des formes, Paul Bachmann, Jacques Hadamard, Edmond Maillet Propositions transcendantes de la théorie des nombres, David Hilbert, Henri Vogt Théorie des corps de nombres algébriques, Heinrich Weber, Eugène Cahen Multiplication complexe (durch den Krieg ist das letzte Kapitel unvollständig)
  - Teilband 4: Calcul des probabilités, 1906–1911, Emanuel Czuber, Jean Le Roux Calcul des probabilités, Julius Bauschinger, Dmitri Fjodorowitsch Seliwanow, Henri Andoyer Calcul des différences et interpolation, Julius Bauschinger, Henri Andoyer Theorie des erreurs, Rudolf Mehmke, Maurice d’Ocagne Calculs numériques, Ladislaus von Bortkiewicz, François Oltramare[8]: Statistique, Georg Bohlmann, H. Poterin du Motel: Technique de l´assurance sur la vie, Vilfredo Pareto Économie mathématique
- Band 2, Analyse
  - Teilband 1: Fonctions de variables réelles, 1909–1912,[9] Alfred Pringsheim, Jules Molk Principes fondamentaux de la théorie des fonctions, Teil 2 mit Émile Borel als Herausgeber: Recherches contemporaines de la théorie des fonctions, darin: Ludovic Zoretti Les ensembles de points, Paul Montel Intégration et dérivation, Maurice Fréchet Développements en séries, Teil 3: Aurel Voss, Jules Molk Calcul differentiel
  - Teilband 2: Fonctions de variables complexes 1911–1912,[10] Alfred Pringsheim, Georg Faber, Jules Molk Analyse algébrique, William Fogg Osgood, Pierre Boutroux, Jean Chazy Fonctions analytiques (unvollendet aufgrund des Ersten Weltkriegs)
  - Teilband 3: Équations différentielles ordinaires, 1910,[11] Paul Painlevé Existence de l´intégrale générale, détermination d´une intégrale particuliére par ses valeurs initiales, Ernest Vessiot Méthodes d´intégration élémentaires: étude des équations différentielles ordinaires au point de vue formel
  - Teilband 4: Équations aux dérivées partielles 1913–1916,[12] Eduard von Weber, Gaston Floquet: Propriétés générales des systémes d´équations aux dérivées partielles. Équations linéaires du premier ordre, Eduard von Weber, Édouard Goursat Équations non linéaires du premier ordre. Équations du ordre plus grand que un, Heinrich Burkhardt, Ludwig Maurer, Ernest Vessiot Groupes de transformations continus (unvollendet)
  - Teilband 5: Développement en séries, 1912–1914,[13] Salvatore Pincherle Équations et opérations fonctionelles, Heinrich Burkhardt, Ernest Esclangon Interpolation trigonométriques, Albert Wangerin, Armand Lambert[14]: Fonctions sphériques, Paul Appell, Armand Lambert: Génératisations diverses des fonctions sphériques
  - Teilband 6: Calcul des variations. Compléments. 1913–1916. Adolf Kneser, Ernst Zermelo, Hans Hahn, Maurice Lecat Calcul des variations
- Band 3: Géométrie
  - Teilband 1: Fondements de la géométrie, 1911–1915, 1955, Federigo Enriques Principes de la géométrie, Arthur Schoenflies Notes sur la géométrie non-archimédienne, Hans von Mangoldt, Ludovic Zoretti Les notions de la ligne et de surface, Gino Fano, Sauveur Carrus[15]: Exposé parallèle du développement de la géométrie synthétique et de la géométrie analytique pendant le 19e siècle, Hieronymus Georg Zeuthen, Mario Pieri Géométrie énumérative, Gino Fano, Élie Cartan La théorie des groupes continus et la géométrie
  - Teilband 2: Géométrie descriptive et élémentaire 1913, Arthur Schoenflies, Arthur Tresse Géométrie projective, Ernst Steinitz, Émile Merlin: Configurations (unvollendet)
  - Teilband 3: Géométrie algébrique plan, 1911–1915, Friedrich Dingeldey, Eugène Fabry Coniques, Systèmes de coniques, Luigi Berzolari Théorie générale des courbes planes algébriques (unvollendet)
  - Teilband 4: Géométrie algébrique dans l´espace 1914, Otto Staude, Auguste Grévy[16] Quadriques
- Band 4, Mécanique
  - Teilband 1: Mécanique – Généralités, Historique 1915: Aurel Voss, Eugène Cosserat, François Nicolas Cosserat: Principes de la mécanique rationelle, Paul Ehrenfest, Tatjana Ehrenfest, Émile Borel: Mécanique statistique
  - Teilband 2: Mécanique générale 1916: Heinrich Timerding, Lucien Lévy[17]: Fondaments géométriques de la statique, Giuseppe Jung, Emmanuel Carvallo Géométrie des masses, Arthur Schoenflies, Gabriel Koenigs: Cinématique
  - Teilband 5: Systèmes déformables 1914,[18][19] Max Abraham, Paul Langevin Notions géométriques fondamentales, Augustus Edward Hough Love, Paul Appell, Henri Béghin Hydrodynamique (partie élémentaire), A. E. H. Love, Paul Appell, Henri Beghin, Henri Villat Dévloppements concernant l´Hydrodynamique,
  - Teilband 6: Ballistique, Hydraulique, 1913:[20] Carl Cranz, Emmanuel Vallier[21] Ballistique extérieure, Carl Cranz, Camille Benoît[22]: Ballistique intérieure, François Gossot[23], Roger Liouville[24]: Développements concernant quelques recherches de ballistique exécutees en France, Philipp Forchheimer, Auguste Boulanger Hydraulique (aufgrund des Ersten Weltkriegs blieb der letzte Artikel unvollendet).[25]
- Band 5: Physique, in vier Teilbänden 1915/16, erschienen ist Teilband 2 (Physique), Teilband 4 (Principes physique de l´optique, Arnold Sommerfeld u. a.) 1915, unvollendet
- Band 6: erschienen ist Teilband 1 Géodésie 1915 (Mitherausgeber Charles Lallemand (1857–1938)), geplanter Teilband 2 Géophysique 1916
- Band 7: Astronomie, Teilband 1: Astronomie sphérique 1913–1916, Mitherausgeber Henri Andoyer
- Band 8: Register

- Teile der französischen Ausgabe sind online bei der französischen Nationalbibliothek:

## Neuauflage ab 1939 bei Teubner
Ab 1939 wurde von den Akademien der Wissenschaften in Göttingen, Berlin, Wien und Heidelberg und vom Verlag B.G.Teubner eine Neuauflage geplant. Als Herausgeber fungierten Helmut Hasse, Erich Hecke, Max Deuring, Emanuel Sperner. Davon sind folgende Bände erschienen:
- Arnold Schmidt Die mathematische Grundlagenforschung, 1950
- Hans Hermes, Heinrich Scholz Mathematische Logik 1952
- Hans Hermes, Gottfried Köthe Theorie der Verbände 1939
- Friedrich Bachmann Aufbau des Zahlensystems 1939
- Philipp Furtwängler, bearbeitet von Helmut Hasse, Wolfram Jehne: Allgemeine Theorie der algebraischen Zahlen 1953
- Max Deuring Der Klassenkörper der komplexen Multiplikation 1958
- Loo-Keng Hua Abschätzung von Exponentialsummen und ihre Anwendung in der Zahlentheorie 1959
- Ott-Heinrich Keller Geometrie der Zahlen 1954
- Günter Pickert Normalform Matrizen, Lineare Algebra 1953
- Wilhelm Specht Algebraische Gleichungen mit reellen oder komplexen Koeffizienten, 1958
- Wilhelm Magnus Allgemeine Gruppentheorie 1939
- Hermann Boerner Darstellungstheorie der endlichen Gruppen 1967
- Wilhelm Maak Darstellungstheorie unendlicher Gruppen und fastperiodische Funktionen 1953
- Wolfgang Krull Grundbegriffe der Theorie der Operatorgruppen und der Idealtheorie, Theorie der Polynomideale und Eliminationstheorie 1939

Die Bände stehen online als Digitalisat in der Staats- und Universitätsbibliothek Göttingen (SUB Göttingen) der Georg-August-Universität Göttingen zur Verfügung.
Eine Darstellung der Theorie der Algebren (damals Hyperkomplexe Zahlen genannt) des in der Zeit des Nationalsozialismus nach Kanada emigrierten Richard Brauer, das 1936 im Manuskript vorlag und eigentlich schon zur Publikation akzeptiert war, erschien nie.